# کاگایانسیلو
کاگایانسیلو (به لاتین: Cagayancillo) یک شهر در فیلیپین است که در پالاوان واقع شده‌است.

## خصوصیات
کاگایانسیلو ۲۶٫۳۹ کیلومترمربع مساحت و ۷٬۱۱۶ نفر جمعیت دارد.